# إرول جارنر
إرول جارنر (بالإنجليزية: Erroll Garner) هو عازف جاز وملحن وعازف بيانو أمريكي، ولد في 15 يونيو 1923 في بيتسبرغ في الولايات المتحدة، وتوفي في 2 يناير 1977 في لوس أنجلوس في الولايات المتحدة بسبب توقف القلب.

## وصلات خارجية
- إرول جارنر على موقع IMDb (الإنجليزية)
- إرول جارنر على موقع الموسوعة البريطانية (الإنجليزية)
- إرول جارنر على موقع ميوزك برينز (الإنجليزية)
- إرول جارنر على موقع أول موفي (الإنجليزية)
- إرول جارنر على موقع قاعدة بيانات برودواي على الإنترنت (الإنجليزية)
- إرول جارنر على موقع قاعدة بيانات الأفلام السويدية (السويدية)
- إرول جارنر على موقع إن إن دي بي (الإنجليزية)
- إرول جارنر على موقع أول ميوزيك (الإنجليزية)
- إرول جارنر على موقع ديسكوغز (الإنجليزية)
- إرول جارنر على موقع قاعدة بيانات الفيلم (الإنجليزية)